# 武田村 (茨城県)
武田村（たけだむら）は茨城県行方郡にかつて存在した村である。

## 地理
- 現在の行方市の北東部、旧北浦町の北部に位置する。
- 村は北浦の西岸に位置している。
- 村域は台地と平地が入り組む谷戸が多い地形になっている。

## 歴史

### 村域の変遷
- 1889年（明治22年）4月1日 - 町村制施行により、小貫村・次木村・両宿村・内宿村・長野江村・成田村・三和村が合併し行方郡武田村が発足。
- 1955年（昭和30年）4月1日 - 津澄村・要村と合併し北浦村が発足。同日武田村廃止。

変遷表
| 1868年 以前 | 1868年 以前 | 明治元年 | 明治22年 4月1日 | 昭和30年 4月1日 | 平成9年 10月1日 | 平成17年 9月2日 | 現在   |
| ----------- | ----------- | -------- | --------------- | --------------- | --------------- | --------------- | ------ |
|             | 小貫村      | 小貫村   | 武田村          | 北浦村          | 町制            | 行方市          | 行方市 |
|             | 次気村      |          | 武田村          | 北浦村          | 町制            | 行方市          | 行方市 |
|             | 両宿村      |          | 武田村          | 北浦村          | 町制            | 行方市          | 行方市 |
|             | 内宿村      |          | 武田村          | 北浦村          | 町制            | 行方市          | 行方市 |
|             | 長野江村    |          | 武田村          | 北浦村          | 町制            | 行方市          | 行方市 |
|             | 成田村      |          | 武田村          | 北浦村          | 町制            | 行方市          | 行方市 |
|             | 帆津倉村    | 三和村   | 武田村          | 北浦村          | 町制            | 行方市          | 行方市 |
|             | 金上村      | 三和村   | 武田村          | 北浦村          | 町制            | 行方市          | 行方市 |
|             | 穴瀬村      | 三和村   | 武田村          | 北浦村          | 町制            | 行方市          | 行方市 |

## 人口・世帯

### 人口
総数 [単位： 人]
| 1891年（明治24年） | 2,373 |
| 1924年（大正 9年） | 3,304 |
| 1935年（昭和10年） | 3,490 |
| 1950年（昭和25年） | 4,933 |

### 世帯
総数 [単位： 世帯]
| 1920年（大正 9年） | 675 |
| 1935年（昭和10年） | 675 |
| 1950年（昭和25年） | 856 |